# Tocih

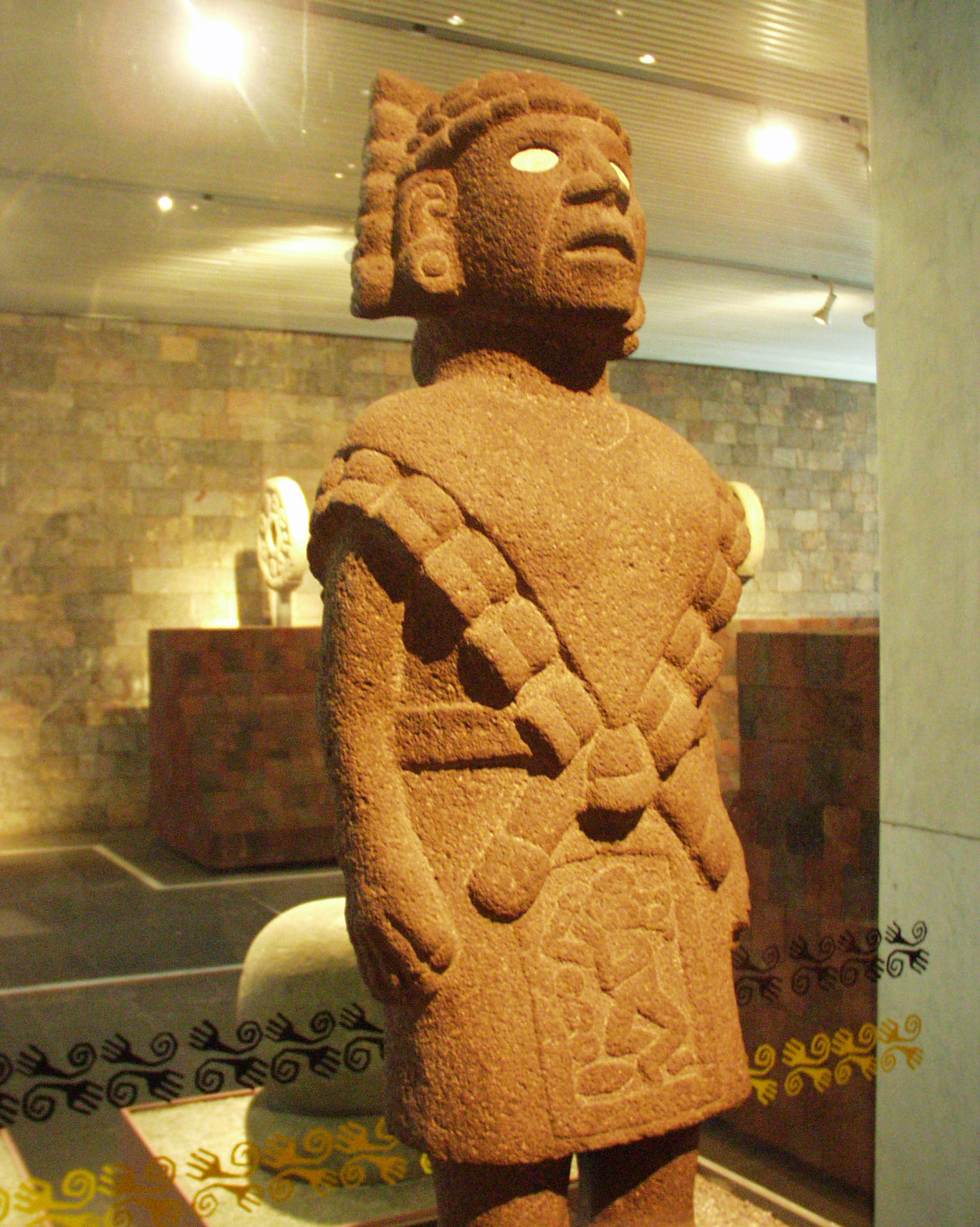
Escultura de Teteoh Innan.

Tocih (del náhuatl: Tosih ‘nuestra abuela’‘to-, nuestro; sihtli, abuela’), denominada en el panteón mexica Teteoh Innan, “La madre de los dioses”, Tlalli Iyollo, "Corazón de la Tierra", Yohualticitl, "médica nocturna" y Temazcaltecih, "abuela de los baños de vapor") es la diosa de los médicos, parteras, temazcales, yerberas, adivinos. Está asociada con las parturientas y la guerra. Según Bernardino de Sahagún, es la diosa de la medicina venerada, por médicos y cirujanos.

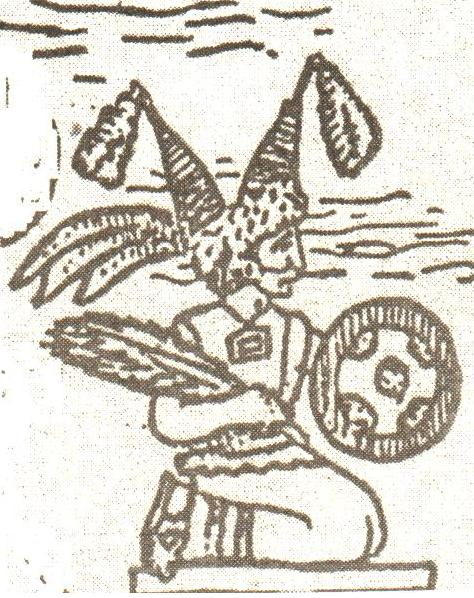
Tocih

En el suelo tlaxcalteca, es 'La Abuela de los Dioses', diosa de los temazcales, de los textiles y de la salud.[cita requerida] Para los mexicas, dominaba el décimo cuarto día del calendario religioso. En ocasiones, la diosa de la fertilidad Tlazolteotl se identifica y adopta los rasgos de la diosa Tocih, sobre todo en el transcurso de la fiesta del undécimo mes del año azteca Ochpaniztli o la gran barredura. Sahagún describe los ritos que hacían con la víctima selecta y el desollamiento final de esta para halagar a nuestra abuela Tocih.[cita requerida]
Noemí Quezada la ubica como diosa del placer sensual en un estudio extenso, ya que al ser la patrona de los tejedores, las ocupaciones asociadas (hilandera y tejedora) evocan el movimiento sexual mismo que tiene que hacerse con arte o punto de vista de artista.[cita requerida]
Su ichcaxochitl o venda de algodón sin hilar, así como su tlaxapochtli, son símbolos de lo femenino y del pecado, el coito y el comercio carnal.[cita requerida]
Los himnos a ella están llenos de nahuatlatolli o vocablos exquisitos y que jamás se oyen en lenguaje corriente:
Nyman no cecemmani oaltemo in tlalticpac
Quioalcui, quioaltemoa in malacatl in tzotzopaztli,
in tanatli, in ixquichcioatlalquitl quioaltemoa…
Luego se esparcían y descendían acá a la tierra
Y buscaban husos para hilar, y lanzaderas para tejer, y petaquillas y
Todas las otras alhajas que son para tejer y labrar… (Jesús Oropeza Hidalgo, Santa Ana de mis recuerdos)
En el calendario náhuatl quien nacía en el día xóchitl estaba predestinado a ser una persona muy buena que se autosacrifica por la felicidad de los demás. Su santuario principal se ubicaba en la hoy ciudad de Santa Ana Chiautempan, Tlaxcala.

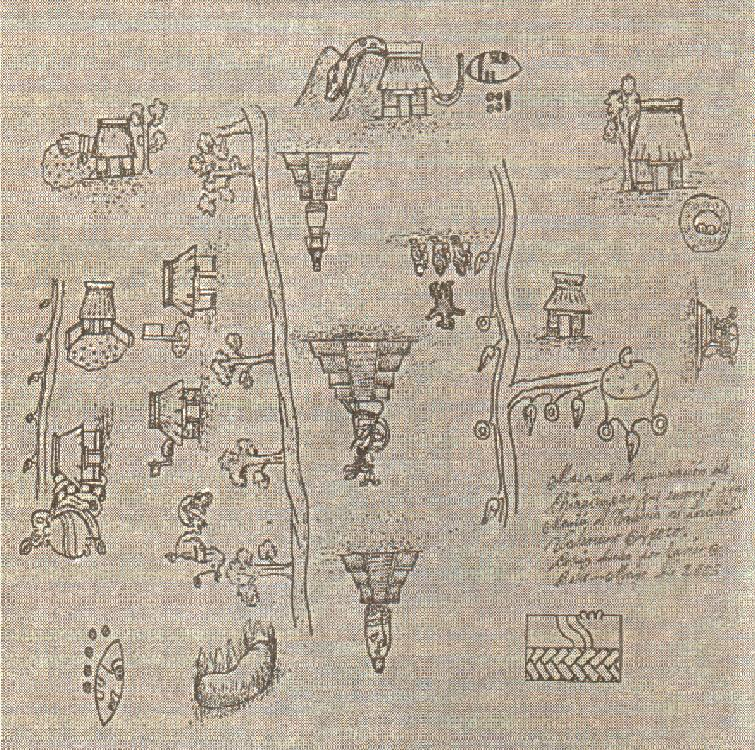
Mapa de Santa Ana Chiautempan en 1557, obsérvese el Teocalli de la Diosa Tocih, entre los de las deidades Cihuateotzin y Matlalcueye.

La concepción pictográfica de la Diosa es obra de Desiderio Hernández Xochitiotzin, a petición del licenciado en Historia Miguel Ángel Meneses Ordóñez, cuya firma aparece en el tocado de la diosa de manera casi imperceptible, y la de su autor al calce, la primera vez que se usa esta imagen pictográfica de modo oficial es durante el gobierno municipal del Lic. René Lima Solís como alcalde de Chiautempan, y es usada posteriormente por diversos historiadores y estudiosos del mundo náhuatl sin citar la fuente de su procedencia, así mismo, cabe anotarse que, el Teocalli de la Diosa Tocih, se localizó en lo que hoy es conocido como el Convento Franciscano de Nuestra Señora de Los Ángeles, basado en Fray Bernardino de Sahagún y Fray Juan de Torquemada (Pariente del Inquisidor Fray Tomás de Torquemada) en sus obras "Historia de las Cosas de la Nueva España" y "Monarquía Indiana", respectivamente, además de que también se muestra dicho templo en el mapa de Chiautempan, que data de 1557, hecho por Valeriano Axoco.